# Іссик (озеро)
Іссик (каз. Есік көлі) — озеро в Іссикській ущелині Заілійського Алатау, в Єнбекшиказахському районі Алматинської області за 40 кілометрів від Алмати.

## Географія
Озеро Іссик розташовується на території Ілі-Алатауського національного парку і є однією з головних його пам'яток. Зі східного і південного боку озера прокладено межі Алматинского державного природного заповідника.

## Геологія
Озеро утворилося приблизно у 8 тисячолітті до н. е. в результаті великого гірського обвалу, який створив природну греблю заввишки 300 метрів. Спочатку довжина озера Іссик складала 1 850 метрів, ширина — 500 метрів, глибина 50-80 метрів.

## Історія
Мандрівник Петро Петрович Семенов-Тян-Шанський писав, що місцеві мешканці називали озеро Жасил-Коль. Його називали перлиною Заілійського Алатау, діамантом в гранітній оправі, казахстанською Ріцею.
Після прийняття навесні 1958 року постанови Ради міністрів Казахської РСР «Про забезпечення культурного відпочинку трудящих на озері Іссик» почався активний розвиток інфраструктури відпочинку на озері. Ущелиною річки Іссик до нього проклали шосе і побудували автовокзал з великою автостоянкою. З Алмати до озера можна було дістатися рейсовим автобусом, який у вихідні ходив щопівгодини.
На берегах озера був побудуваний двоповерховий готель на сто місць. Також з'явилися ресторан, павільйон фотографії, баня, перукарня, танцмайданчик. На самому озері відпочивальників катали на катерах, човнах, річковому трамвайчику. Вода в гірському озері була холодною, тому людей, що купалися було небагато, але за безпекою на воді стежили рятувальники. Люди переважно засмагали на прибережному піску, який зустрічався в окремих місцях. Неподалік озера розташовувались санаторії, туристичні бази та піонерський табір.
З 1959 року до 7 липня 1963 року відвідування озера Іссик входило в програму візиту високих гостей з Москви і зарубіжних країн, які приїжджали до Алмати. Зокрема, тут побували в'єтнамський лідер Хо Ші Мін, якого катали на озері на річковому трамвайчику в 1959 році, група американських губернаторів та інші гості. Любив приїжджати на озеро і глава Радянського Союзу тих часів Микита Хрущов.

### Катастрофа 1963 року
7 липня 1963 року тут стався один з найбільших і руйнівних селевих потоків на території СРСР, потужність якого склала шість мільйонів кубічних метрів маси з каменів і бруду. В результаті прориву природної кам'яної греблі, озеро практично перестало існувати. Від озера Іссик залишилася невелика водойма з каламутною водою на місці найглибшої його частини. За офіційними даними, опублікованими тоді у пресі, загинуло сто осіб, за неофіційними, жертв було набагато більше — від двох до трьох тисяч.

### Озеро після руйнування
Після трагедії Рада міністрів Казахської РСР доручила Казахській філії інституту Гідропроєкт розробити новий проєкт греблі в урочищі Медеу, конструкція якої була значно посилена. З дна озера екскаватори вичерпували те, що приніс туди сель. Самоскиди везли цю масу і укладали з неї нову греблю. Для регулювання рівня води в озері була споруджена система водоскидів. До 1973 року були створені селесховище і гребля, які зуміли стримати в липні того ж 1973 року натиск ще одного потужного селю.
До початку 1990-х років відновлювальні роботи на місці озера Іссик завершили. При цьому звели греблю наскрізного типу вище за течією Іссик, а також греблю з водоскидами в місці прориву озера в 1963 році. Озеро відновилося більше ніж наполовину.
Озеро Іссик — це не тільки туристичний об'єкт, в першу чергу це джерело питної та поливної води для жителів міста Єсік, дачних масивів, а також селянських господарств прилеглих сіл. Приток в озеро Іссик становить 4 кубометри в секунду, з яких на полив направляється 3,6 кубометра. При цьому потреба становить 7-8 кубометрів в секунду, тобто води в два рази менше, ніж потрібно.
У 2019 році на річці Іссик побудували ГЕС-1. Потужність станції становить 5 МВт. Потім в експлуатацію була введена ГЕС-2, проектується ГЕС-3. Але зараз робота гідроелектростанцій призупинена через занадто низький рівень води в озері. Причиною низького притогку в озеро Іссик є низька кількість опадів в зимовий період 2019—2020 року для формування гірських льодовиків, а також недостатня температура для активізації рясного танення льодовиків.